# Maciej Hłasko
Maciej Roman Hłasko (ur. 1 listopada 1906 w Warszawie, zm. 13 września 1939 w Warszawie) – polski prawnik, autor prac z zakresu ochrony przeciwpożarowej.

## Życiorys
Pochodził ze szlacheckiej rodziny, pieczętującej się herbem Leliwa. Był synem Józefa Henryka Feliksa Hłaski, zmarłego w 1922 roku komendanta Warszawskiej Straży Pożarnej, i Romany z domu Hłasko. Rodzice Macieja byli ze sobą blisko spokrewnieni – Józef był bratem ojca Romany. Jednak udało im się uzyskać papieską dyspensę na zawarcie małżeństwa. Maciej miał dwóch braci – Józefa i Wawrzyńca oraz dwie siostry – Marię i Annę. Po śmierci ojca w 1922 roku Hłasko wraz z matką i siostrą Anną musiał opuścić służbowe mieszkanie na ulicy Nalewki w Warszawie i przenieść się do skromnego mieszkania na ulicy Chłodnej.
Od 1915 roku uczył się w Gimnazjum im. Mikołaja Reja w Warszawie, a następnie w 8 Klasowym Gimnazjum Męskim Kazimierza Kulwiecia w Warszawie, które ukończył z opóźnieniem z powodu śmierci ojca. W roku 1920, w czasie inwazji bolszewickiej, służył na froncie jako ochotnik w 10 pac. Od roku 1927 należał do Polskiej Korporacji Akademickiej Aquilonia, studenckiej organizacji ideowo-wychowawczej. Aby móc się uczyć i studiować, Hłasko dorabiał korepetycjami. W roku akademickim 1927/1928 rozpoczął studia na Wydziale Humanistycznym Uniwersytetu Warszawskiego. Studia nie przebiegały pomyślnie dla Hłaski: Po jednej szczególnie bezsensownej odpowiedzi profesor wyrzucił go za drzwi, podobno gonił go jeszcze na korytarzu, głośno krzycząc, „Precz”!. W efekcie przeniósł się do Wilna, gdzie wstąpił w 1928 roku na Wydział Prawa i Nauk Społecznych USB; studia ukończył w roku akademickim 1932/1933. Gdy wrócił do Warszawy, zaczął pracować jako radca ministerialny w Komisji do spraw Walki z Pożarami przy Ministerstwie Spraw Wewnętrznych.
26 stycznia 1933 roku w warszawskim kościele św. Karola Boromeusza poślubił Marię Łucję Rosiak (ur. 1908), córkę Józefa i Józefy ze Szczepaniaków. Maria studiowała polonistykę na Uniwersytecie Warszawskim, jednak studia przerwała i pracowała jako sekretarka dyrekcji w Polskim Banku Przemysłowym. Po ślubie Maria i Maciej Hłaskowie zamieszkali w Złotokłosie pod Warszawą. 14 stycznia 1934 roku urodził się ich jedyny syn – Marek. Krótko potem przenieśli się do Warszawy, gdzie zamieszkali przy ulicy Śniadeckich. W 1936 roku Hłasko wydał książeczkę Gore! (Jak bronić się przed pożarem), a w 1937 roku napisaną wspólnie z M. Lewickim pracę Obrona przeciwpożarowa i obrona przeciwlotniczo-pożarowa.
W 1937 roku Hłasko rozwiódł się z Marią, a w 1938 roku w Wilnie poślubił Beatę Andrychiewicz. W celu zawarcia drugiego związku małżeńskiego przeszedł z katolicyzmu na ewangelicyzm.
Hłasko chorował na gruźlicę nerek, co było powodem jego śmierci. Zmarł 13 września 1939 roku w Warszawie. Został pochowany w Łowiczu.
Maciej Hłasko zmarł, gdy jego syn Marek, później wybitny prozaik, miał zaledwie pięć lat. Zdaniem biografa tego ostatniego, Andrzeja Czyżewskiego, opowieści o przygodach Macieja Hłasko pozwalają zakładać, że jego syn był taki, jaki był, dlatego że bardzo wiele odziedziczył po ojcu, a nie dlatego, że był ojca pozbawiony. W opowiadaniu Dom mojej matki (z tomu Pierwszy krok w chmurach z 1956 roku) Marek pisał: Prawie nie pamiętam ojca, lecz z opowieści wiem, że przez całe życie paliło mu się pod czaszką. Był to jednak zimny ogień inteligenta, który nie daje nic prócz blasku.